# Year of Summer
Year Of Summer is een single uit 2012 van Wildstylez met Niels Geusebroek.

## Originele track

### Tracklist
| Soort geluidsdrager | Uitgebracht | Tracks                        | Duur |
| ------------------- | ----------- | ----------------------------- | ---- |
| Promo - Digital BIP | 29-03-2013  | Year Of Summer (Radio Edit)   | 2:54 |
| Promo - Digital BIP | 29-03-2013  | Year Of Summer (Extended Mix) | 3:44 |

### Hitnoteringen
| Hitlijst           | Datum van binnenkomst | Hoogste positie | Aantal weken | Laatste notering |
| ------------------ | --------------------- | --------------- | ------------ | ---------------- |
| Single Top 100     | 17-11-2012            | 2               | 56           | 11-01-2014       |
| Nederlandse Top 40 | 01-12-2012            | 3               | 23           | 11-05-2013       |

#### Nederlandse Top 40
| Positie: | 21 | 12 | 8  | 7  | 4  | 3  | 3  | 3  | 4  | 3  | 4  | 4   |
| Week:    | 13 | 14 | 15 | 16 | 17 | 18 | 19 | 20 | 21 | 22 | 23 |     |
| Positie: | 4  | 5  | 9  | 13 | 13 | 14 | 19 | 22 | 29 | 38 | 40 | uit |

#### NederlandseSingle Top 100
| Positie: | 47 | 25 | 14 | 13 | 10 | 9  | 5  | 4   | 2  | 3  | 6   | 7  | 7   | 6   | 8   | 10 | 10 | 19 | 20  | 19 | 27 |
| Week:    | 22 | 23 | 24 | 25 | 26 | 27 | 28 | 29  | 30 | 31 | 32  | 33 | 34  | 35  | 36  | 37 | 38 | 39 | 40  | 41 | 42 |
| Positie: | 21 | 30 | 35 | 36 | 32 | 46 | 55 | 47  | 52 | 56 | 62  | 56 | 56  | 54  | 56  | 52 | 47 | 60 | 85  | 79 | 84 |
| Week:    | 43 | 44 | 45 | 46 | 47 | 48 | 49 |     | 50 | 51 |     | 52 |     | 53  |     | 54 | 55 | 56 |     | 57 |    |
| Positie: | 62 | 69 | 77 | 49 | 62 | 95 | 82 | uit | 99 | 94 | uit | 68 | uit | 100 | uit | 99 | 86 | 84 | uit | 95 |    |

#### NPO Radio 2 Top 2000
| Nummer met noteringen in de NPO Radio 2 Top 2000 | '14  | '15-'22 | '23  | '24  |
| ------------------------------------------------ | ---- | ------- | ---- | ---- |
| Year of Summer                                   | 1109 | -       | 1756 | 1207 |

1. ↑  Een '-' betekent dat het nummer niet was genoteerd en een vetgedrukt getal geeft de hoogste notering aan.
2. ↑  2014 was het eerste jaar met een notering voor dit nummer.

## Märel Bijveld
Year Of Summer werd door Märel Bijveld op 20 september 2013 gezongen tijdens de vierde aflevering van de Blind Auditions in het vierde seizoen van The Voice of Holland. Een week later verscheen het nummer in de Single Top 100 op 59.

### Hitnoteringen
| Hitlijst       | Datum van binnenkomst | Hoogste positie | Aantal weken | Laatste notering |
| -------------- | --------------------- | --------------- | ------------ | ---------------- |
| Single Top 100 | 28-09-2013            | 59              | 1            | 28-09-2013       |

## Trivia
- Year Of Summer werd begin 2020 onbedoeld een meme, nadat YouTuber Royalistiq het nummer coverde op zijn Instagrampagina.
- In 2024 brachten Wildstylez en Niels Geusebroek hun tweede single King For A Day uit.
- In maart 2024 verscheen er een documentaire over "Year Of Summer", genaamd; "Year Of Summer: De Onverwachte Megahit". Deze verscheen op het YouTube kanaal van het label "Be Yourself Music" https://youtu.be/IOMRTEtZ2-k
- "Year Of Summer" is de eerste Dance Single welke in Nederland[1] een diamanten status verkreeg.